# Reint de Boer
Reint de Boer (* 19. Dezember 1935 in Upgant, Landkreis Norden; † 18. Oktober 2010) war ein deutscher Ingenieurwissenschaftler für Mechanik.

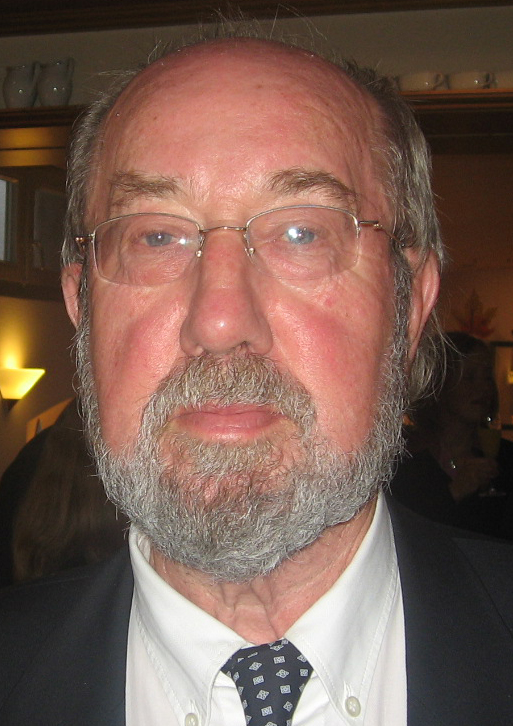
Reint de Boer (2007)

## Leben
Reint de Boer ging in Norden (Ostfriesland) zur Schule und studierte nach zwei Praktikumsjahren ab 1957 Bauingenieurwesen an der Leibniz-Universität Hannover (damals Technische Hochschule), wo er 1962 sein Diplom machte und dann Assistent von Theodor Johannes Lehmann am Institut für Baumechanik war. 1966 wurde er dort promoviert (Ein Beitrag zur Theorie der elastischen Biegung von Streifen bei endlichen Formänderungen). 1970 habilitierte er sich in Hannover (Elastisch-plastische Formänderungen dünner Membranschalen) und war dann Privatdozent und ab 1975 außerordentlicher Professor für Baumechanik in Hannover. 1968 war er zu einem Forschungsaufenthalt an der TU Brünn und 1973 an der TU Wien (bei Heinz Parkus). 1975/76 war er zu einem Forschungsaufenthalt an der University of California, Berkeley (bei Karl Pister, Paul M. Naghdi). 1977 wurde er Professor an der Universität Essen, wo gerade 1974 der Fachbereich Bauwesen eingerichtet worden war. Er baute dort den Studiengang Bauingenieurwesen mit auf und war zeitweise Dekan des Fachbereichs. 2001 emeritierte er. Er war Gastprofessor an der UCLA (1990/91) und an der University of California, San Diego (1994/95, 1999/2000).
Er ist bekannt für die Entwicklung der Theorie Poröser Medien (seit den 1980er Jahren), wie sie zum Beispiel in der Bodenmechanik oder in biologischen Geweben auftreten. Darüber hinaus befasste er sich mit der Geschichte der Mechanik, zum Beispiel mit Karl von Terzaghi, über dessen Konflikt mit dem Wiener Professor Paul Fillunger er ein Buch schrieb. Das Buch behandelt aber auch weitere Aspekte der Biographie Terzaghis und die Geschichte der Bodenmechanik in der ersten Hälfte des 20. Jahrhunderts. De Boer betrieb für das Buch intensive Quellenstudien.
2006 wurde er Ehrendoktor der Universität Stuttgart, sowohl für seine Beiträge zur Theorie poröser Medien als auch zur Geschichte der Mechanik. 1992 hielt er Vorträge über die Theorie poröser Medien in China, wobei ihm an der Universität von Chongqing ein Professoren-Ehrentitel (Consultant Professor) verliehen wurde.
Zu seinen Doktoranden zählt Wolfgang Ehlers (Universität Stuttgart).

## Schriften
- Theory of porous media- highlights in historical development and current state, Springer 2000, ISBN 3-540-65982-X
- Trends in continuum mechanics and continuous media, Springer 2005
- Herausgeber: Porous media- theory and experiment, Kluwer 1999
- The engineer and the scandal - a piece of science history, Springer 2005, ISBN 3-540-23111-0
- Von Leonardos Weinstock zu High Tech Anwendungen, Essener Unikate, 2004, pdf; 1,11 MB
- de Boer, Bluhm Eine Theorie fürs Grobe und Feine - Die Theorie poröser Medien, Essener Unikate, pdf
- Vektor- und Tensorrechnung für Ingenieure, Springer 1982
- Geschichte der theoretischen Bodenmechanik – einige Anmerkungen, Festschrift zum 60. Geburtstag von Helmut Nendza, Essen 1988, S. 13–24
- mit Poul V. Lade: Towards a general plasticity theory for empty and saturated porous solids, Universität Essen, Forschungsberichte aus dem Fachbereich Bauwesen, Heft 55, 1991
- mit D. Meyer: Wellenfortpflanzung in elastisch-viskoplastischen Körpern, Forschungsberichte aus dem Bauwesen, Universität Essen, Heft 23, 1983
- mit Wolfgang Ehlers: Theorie der Mehrkomponentenkontinua mit Anwendung auf bodenmechanische Probleme, Universität Essen, Forschungsberichte aus dem Bauwesen, Heft 40, 1986
- Phasenübergänge in porösen Medien, Universität Essen, Forschungsberichte aus dem Bauwesen, Heft 98, 2003